# Morville-sur-Andelle
Morville-sur-Andelle era una comuna francesa que estaba situada en el departamento de Sena Marítimo, de la región de Normandía, que el 1 de enero de 2025 pasó a formar parte de la comuna nueva de Morville-le-Héron como comuna delegada.

## Demografía
| Gráfica de evolución demográfica de Morville-sur-Andelle entre 1800 y 2022 |
|                                                                            |

Los datos demográficos contemplados en este gráfico de la comuna de Morville-sur-Andelle se han cogido de 1800 a 1999 de la página francesa EHESS/Cassini, y los demás datos de la página del INSEE.